# LEC Refrigeration Racing

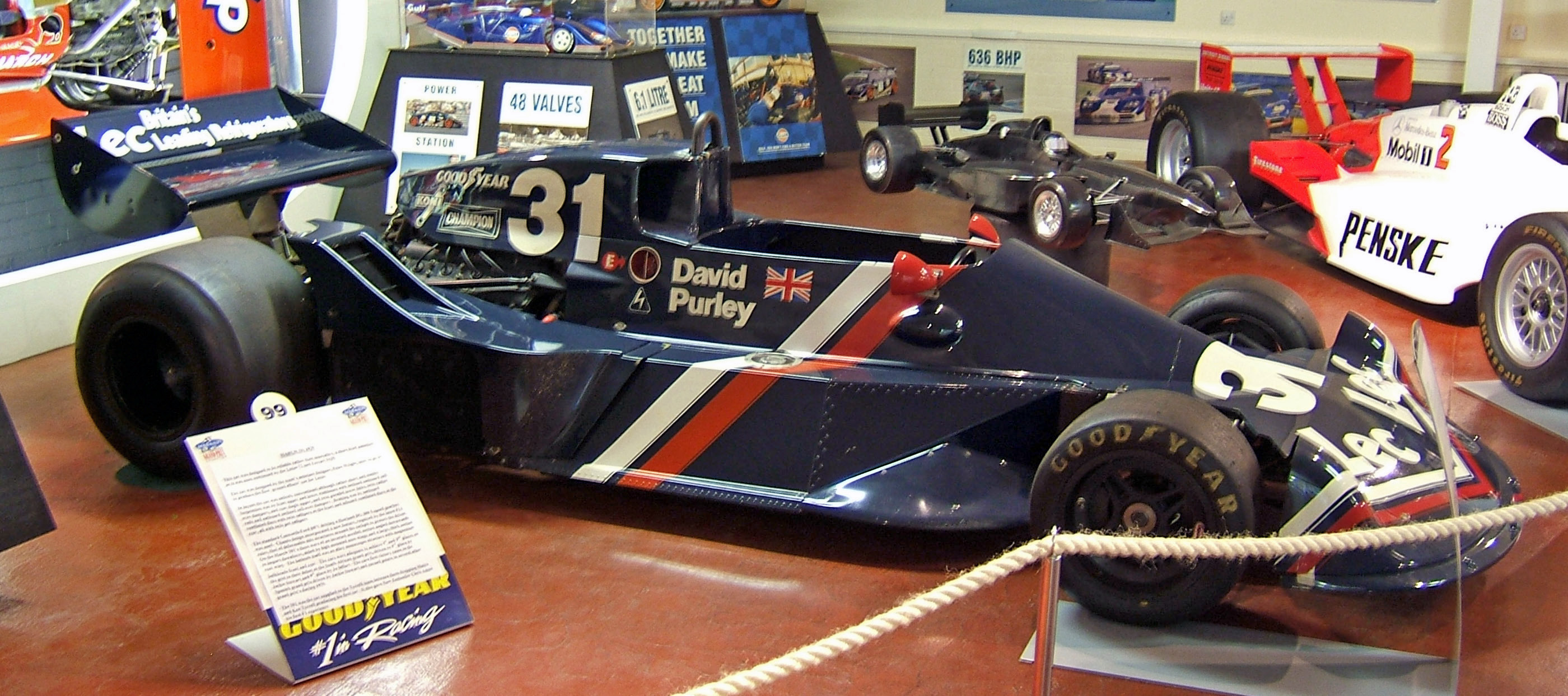
O medelo LEC CRP1, carro utilizado na temporada de da F-1.

LEC Refrigeration Racing foi uma equipe britânica de Fórmula 1.  Participou de dez GPs (largou em nove), tendo usado o CRP1 em cinco GPs de 1977, e usado o March 731 em também cinco GPs de 1973, sempre com David Purley exercendo as funções de piloto e chefe de equipe.
Seu melhor resultado foi um nono lugar no GP da Itália, em 1973. A equipe encerrou suas atividades após não se classificar para o GP da Grã-Bretanha em 1977, após Purley sofrer um gravíssimo acidente que rendeu a maior desaceleração sofrida por um piloto até então: 180/G (marca superada em 2003, quando o sueco Kenny Bräck sofreu uma desaceleração de 214/G no GP do Texas, válido pela IRL naquele ano).